# Ma'ale Roded
Ma'ale Roded (hebrejsky: מעלה רודד) je vrch o nadmořské výšce cca 400-500 metrů v jižním Izraeli, v pohoří Harej Ejlat.
Nachází se cca 7 kilometrů severozápadně od centra města Ejlat a cca 3 kilometry východně od mezistátní hranice mezi Izraelem a Egyptem. Má podobu výrazného odlesněného skalního masivu, jehož svahy na všechny strany prudce spadají do hlubokých údolí, jimiž protékají vádí. Na východní straně je to vádí Nachal Roded, které teče do Akabského zálivu stejně jako vádí Nachal Netafim na jižní straně hory. Hora je obklopena dalšími skalnatými vrchy. Na jihovýchodě je to Har Jedidja, na jihozápadě Har Šlomo, na severozápadě Har Jehoram a na severovýchodě Har Šchoret. Je turisticky využívána, nacházejí se tu zbytky osídlení z byzantského období.